# Chevrolet Gemini small-block
Chevrolet Gemini small-block — V-образный восьмицилиндровый бензиновый двигатель внутреннего сгорания, выпускающийся с 2022 года подразделением Chevrolet компании General Motors.

## LT6
LT6 — 5,5-литровый атмосферный двигатель V8. Впервые был представлен 26 октября 2021 года на Corvette Z06. Хотя красная зона составляет всего 8600 об/мин, двигатель развивает мощность 500 кВт (670 л. с.) при 8400 об/мин и крутящий момент 624 Н⋅м при 6300 об/мин.
Применение:
| Годы производства      | Модель                 | Мощность                            | Крутящий момент         | Диаграмма мощности и крутящего момента |
| ---------------------- | ---------------------- | ----------------------------------- | ----------------------- | -------------------------------------- |
| 2023 — настоящее время | Chevrolet Corvette Z06 | 500 кВт (670 л. с.) при 8400 об/мин | 624 Н⋅м при 6300 об/мин | ссылка                                 |

## LT7
LT7 — версия LT6 с двойным турбонаддувом, дебютировавшая 25 июля 2024 года на Corvette ZR1. Красная зона составляет 9000 об/мин. Двигатель развивает мощность 793 кВт (1064 л. с.) при 7000 об/мин и крутящий момент 1123 Н⋅м при 6000 об/мин. Степень сжатия снижена с 12,5:1 до 9,8:1.
В отличие от LT6, в LT7 применяется как непосредственный, так и портовый впрыск топлива, всего 16 форсунок. Турбонаддув выдаёт до 1,4 бар при нормальных условиях эксплуатации и до 1,7 бар при высоких температурах. Другие особенности — выпускные коллекторы, интеркулеры и сливная дроссельная заслонка с электроприводом.
Применение:
| Годы производства      | Модель                 | Мощность                             | Крутящий момент          |
| ---------------------- | ---------------------- | ------------------------------------ | ------------------------ |
| 2025 — настоящее время | Chevrolet Corvette ZR1 | 793 кВт (1064 л. с.) при 7000 об/мин | 1123 Н⋅м при 6000 об/мин |